# Young Maylay
Christopher Bellard 
(1979. június 17., Los Angeles –), művésznevén Young Maylay amerikai rapper és színész.
Legismertebb munkája Carl "CJ" Johnson szinkronhangjának biztosítása a 2004-es Grand Theft Auto: San Andreas videójátékban.

## Fiatalkora
Christopher Bellard Los Angelesben született, ott is nevelkedett fel, ahol bandaháborúk és a gangszta rap vette körül. Szegénységben, bűnözőktől körülvéve nőtt fel, ami sokat hozzátett a rapper karrierjéhez. Bellard Shawn Fonteno színész, szinkronszínész unokatestvére, aki Franklin Clintont, a Grand Theft Auto V három főszereplőjének egyikét alakította.

## Zenei pályafutása

### Kezdeti évek: 2000–05
Rap karrierje lényegében 2000-ben kezdődött. King T, Maylay segítségével először Killa Tay Thug Thisle műsorában szerepelt #1 Hottest Coast (Killa Cali) számmal. Később szerepelt Rodney O & Joe Cooley Summer Heat 2002-es válogatásán. Azóta több válogatáson is szerepelt a nyugati part több helyén. Maylay írta King T Ruthless Chronicles albuménak jelentős részét. A GTA San Andreastól kapott pénzből megalapította 2005-ben a saját független kiadóját, debütáló mixválogatását pedig még abban az évben piacra dobta.

### A Lench Mob előtt: 2006–08
2006-ban Maylay szerepelt Deeyah "What Will It Be" kislemezének zenés videójában. Ugyanabban az évben részt vett DJ Crazy Toones' CT Experience-áben is,  Ez volt a DJ Crazy Toones, WC és Young Maylay trió első együttműködése. 2007-ben elkezdtek Maylay The Real Coast Guard albumán dolgozni, mely 2008-ban jelent me,g s melynek hatására WC leigazolta Young Maylayt a Bigg Swang/Lench Mobba.

### Lench Mob idők: 2008–napjainkig
A Lench Mob Records-ot 2006-ban választották ki, hogy kiadja Ice Cube és WC felvételeit, de később olyan előadókat is beválogattak, mint Young Maylay, akit Ice Cube veteránnak tartott DJ Crazy Toones Maylaynek két blogot is készített, melyek közül az egyik a Who's Young Maylay? Mix Blog a második pedig Young Maylay, WC & Bad Lucc Mix Blog. Young Maylay WC-vel és Crazy Toones-zal dolgozott az albumokon. Young Maylay Ice Cube két számában szerepelt, melyek a Y'all Know Who I Am és a Too West Coast, melyek az  I Am the West lemezen jelentek meg. 2010-ben Young Maylay DJ Premier Presents Year Round Records - Get Used To Us lemezén két számban hallható. A 'Temptation' egy szóló előadás, míg az  'Ain't Nuttin' Changed (remix)' Blaq Poet és MC Eiht közreműködésével létrehozott dal.

### OBG Rider Clicc
Az OBG Rider Clicc Young Maylay rap triója (melyben Young Dre The Truth és Killa Polk szerepelt még). A csoport először Young Dre Revolution In Progress The Movement című albumán szerepelt Let's Get The Game Bacc Right számukkal, majd Compton Cavie-vel, Drestával és BG Knocc Outtal közösen hallható a Wes Indeed számban a Cali Luv válogatásban.